# Замок Кастлвеллан
Замок Кастлвеллан (англ. Castlewellan Castle) — один із замків Ірландії, розташований у графстві Даун, Північна Ірландія. Замок був побудований в 1856 році Вільямом Річардом Еннеслі — IV графом Еннеслі як своя основна резиденція. Замок вважається одним з найкращих замків збудованих в Ірландії в вікторіанську епоху. Замок розташований в центрі великого парку біля гір Морн. Замок оточує прекрасний гірських ландшафт. З вікон замку відкривається вид на озеро, позаду від замку здіймаються гори Морн. Сьогодні замок є Християнським конференц-центром, якій використовують різні церкви та релігійні місії.

## Історія замку Кастлвеллан

### Парк Кастлвеллан-Форест
Кастлвеллан-Форест парк був вперше відкритий для широкої публіки в 1967 році, після того, як Лісова служба Департаменту сільського господарства придбала маєток лорда Джеральда Ф. Аннеслі. Парк є лише невелика частина початкового земель, що придбав у 1741 році лорд Вільям Аннеслі з родини Мадженніс. Цей маєток простягався від гори Слів Круб до гори Слів Донард, включав частини нинішніх міст Кастлвеллан та Ньюкастл. Сам лісовий парк площею 463 га. Основними особливостями парку є:
- озеро, яке охоплює близько 40 гектарів з великими популяціями коричневої і райдужної форелі;
- дендрарій, заснування якого датується 1870 роком — це великий, оточений муром сад, що має величезну колекцію дерев і чагарників з усього світу;
- замок Кастлвеллан — збудований у стилі шотландських баронів у другій половині 19-го століття, щоб замінити ранню резиденцію лордів Еннеслі, що стояла до того ближче до озера;
- лабіринт;
- Хрест Еннеслі.

Замок належав родині Еннеслі 111 років, потім замок передала леді Мейбл Еннеслі своєму синові Джеральду Френсісу Еннеслі з нагоди його шлюбу в 1927 році з леді Елізабет Джоселін — дочкою 7-й графа Роден з Толлімор. Джеральд Френсіс жив у замку з тих пір, допоки замок не був проданий у Департаменту сільського господарства в 1967 році.

### Споруди
Біля замку є котедж Кастлвеллан. Цей котедж був резиденцією лордів Еннеслі до побудови замку. Побудований близько 1800 року. Місце, де стояв котедж досі можна спостерігати — воно позначено огорожею самшиту біля шляху від озера до замку. На місці замку раніше стояла гарна готична церква, побудована після будівництва котеджу — десь близько 1820 року. Проте, церква була знесена у 1855 році, що звільнити місце для побудови замку.
Вільям Річард Еннеслі — IV граф Еннеслі вирішив збудувати замок біля підніжжя гори Слівенаслат з прекрасним видом на озеро Морн. Місце вважалося найкращим на всій території вотчини Еннеслі. Вільям Річард Аннеслі замовив шотландському архітектору Вільяму Опіку проєкт замку. Замок був побудований у шотландському баронський стилі. Граніт для стін був добутий з місцевого родовища, порізаний на квадратні блоки, цей граніт славився як найтвердіший граніт на всіх Британських островах. Замок був побудований будівельною компанією з Ліверпуля — компанією Джона Паркера, Джона Паркера Молодшого та Арчібальда Паркера за погодженою ціною £ 18 128. Замок було завершено в 1856—1859 роках.
Над головними воротами замку слова: «Virtutis Amore» — девіз родини, що означає «З любові до доблесті». Є також щит, що підтримується римським вершником і мавританським принцом. Над вікнами їдальні є невеликий щит, з написом «WRA» — абревіатура означає «Вільям Річард Аннеслі».
Замок має великі важкі дерев'яні двері на східній стороні. Є невеликий передпокій з великим каміном на південній стіні. Ця кімната була для гостей, які чекали, поки щодо них зроблять доповідь графу. Під замком є глибокі підвали, де постійно панує низька температура, і які можна використовувати для зберігання продуктів і пороху. Ці підвали відреставровані, там є салон морозива і сувенірний салон з назвою «The Cellars» — «Комора». Широкі — 3 м сходи при вході ведуть до великого фоє, де є двері в зал, бібліотеки і їдальні. Фоє оздоблено виробами з дерева. Це приміщення колись використовувалось для розваг гостей перед обідом. У бібліотеці є великий камін, подібний до каміну фоє, але з набагато більш щедрими різьблення по дереву і величезним арочним дзеркалом над ним. Стіна біля каміна має набір складних дверей, які ведуть до бальну залу. Там теж є великий мармуровий камін і кругова ніша в одному кутку, де розміщувався оркестр для балу.
До їдальні є таємний хід з бібліотеки через потайні замасковані під книжкову полицю. З усіх трьох великих кімнат у передній частині замку відкривається чудовий вид на озеро Морн. Існують двері з фоє, навпроти бібліотеки і хід, який веде вниз до кухні і кімнат слуг — для того щоб слуги не мозолили зайвий раз очі благородним людям. Ще одні двері вели до дерев'яних сходів, які були відреставровані після руйнування в результаті вибуху, який влаштувала терористична група в 1973 році. Ці сходи ведуть до спальні, і далі до конференц-зали. Цей конференц-зал колись був більярдною.
Влітку 1974 року преподобний Джон Россер з Кловерлі підписав договір з Департаментом сільського господарства, взяв замок в оренду на 50 років і відкрив тут Християнський центр. На реставрацію замку було витрачено більше 170 000 £.